# Подружна
Подружна (пол. Podróżna) — село в Польше, входит в Великопольское воеводство, Злотувский повят, Гмина Краенка. Население — 470 человек.